# I3D.net
i3D.net 是一家荷蘭網路託管業務提供商，其主要從事以專用伺服器、託管伺服器、雲端伺服器等方式提供基礎設施服務、遊戲服務等。

## 歷史
2002年i3D.net於鹿特丹成立。2018年11月30日，育碧與i3D宣佈育碧將收購該公司，在收購之後公司依然會為藝電等遊戲公司提供服務。之後公司將在育碧旗下繼續提高全球覆蓋，育碧也能夠更加深入地使用該公司的業務。